# 凤城湖

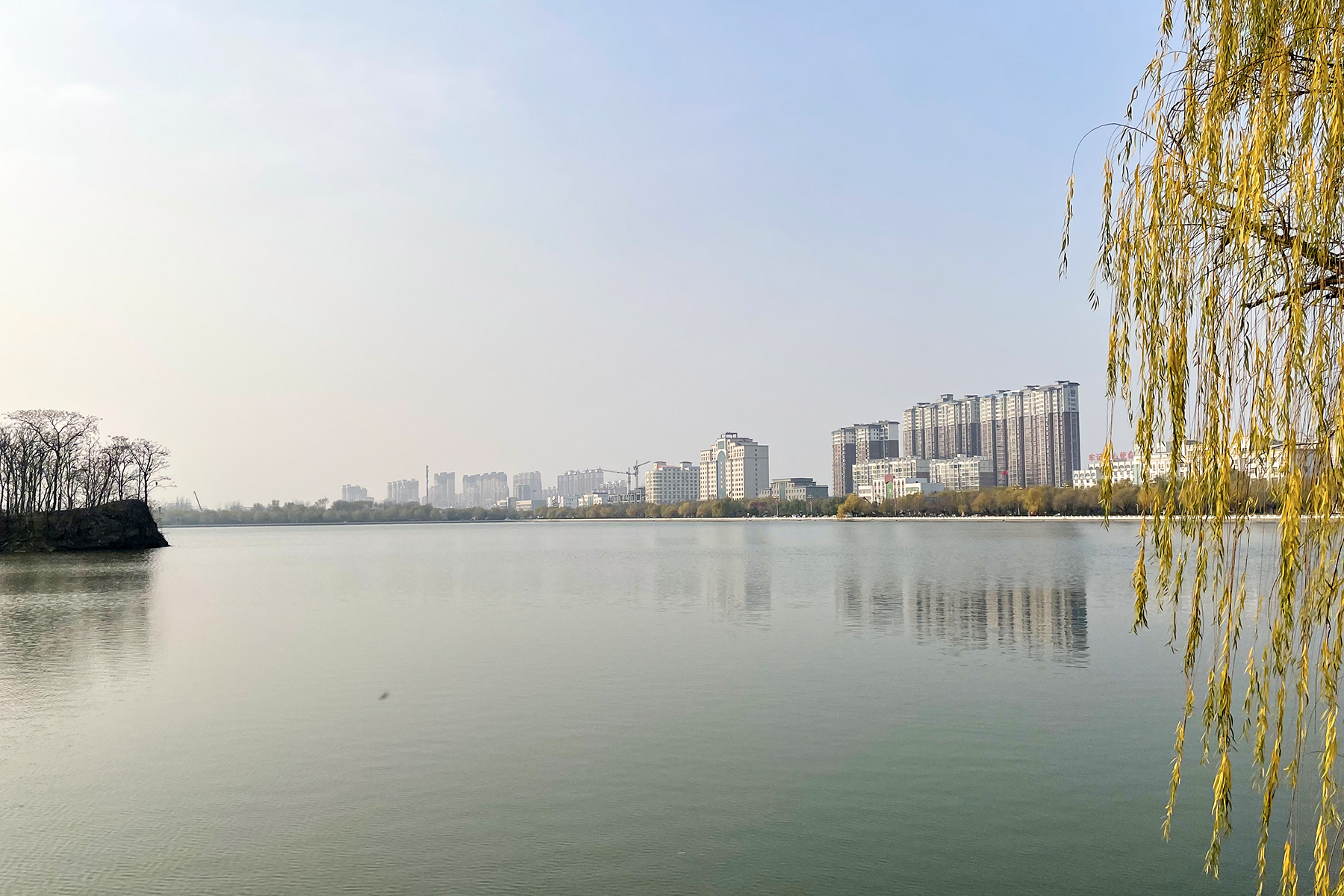
北湖景色

凤城湖，位于中华人民共和国河南省商丘市睢县，因地处睢县县城北部又名睢县北湖、北大湖，总水面约5000亩，是睢县最大的湖泊，也是东起微山湖，西到西安，沿陇海线两侧最大的内陆淡水湖泊。

## 形成

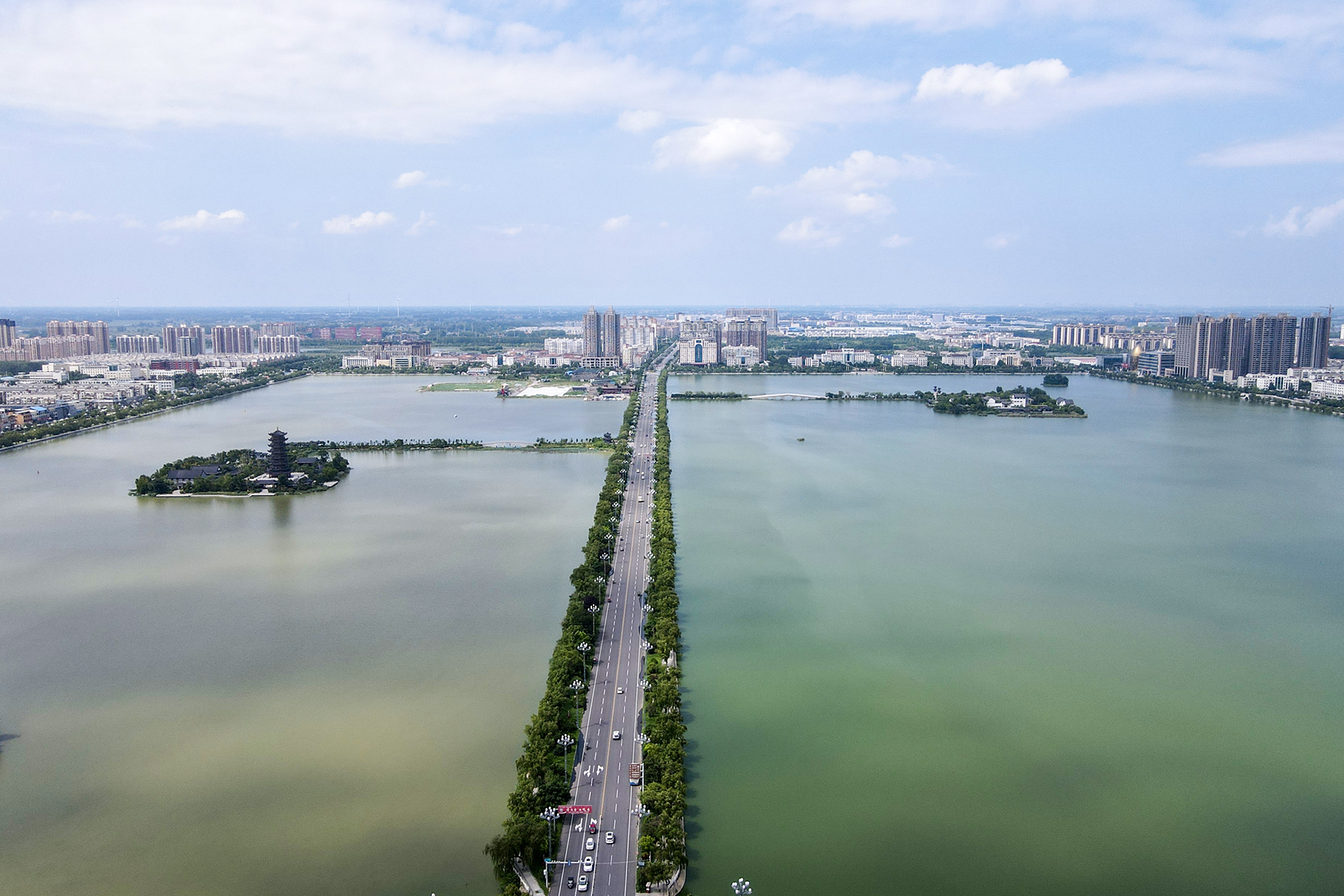
航拍凤城湖

凤城湖原为古睢州城城址，建于春秋战国时期。因临近的黄河时常泛滥，泥沙淤积于城外，遂使城内地势低于城外。明崇祯十五年（1642年），以李自成为首的农民起义军攻打开封时人为制造黄河决口，古睢州城被水淹没，形成凤城湖，新睢州城紧邻凤城湖南侧而建，即现在的睢县县城。2008年，睢州故城被列为第五批河南省文物保护单位。

## 自然环境
凤城湖水质洁净，平均水深2.2米，最大水深3.9米。湖内有数个岛屿，为原睢州古城地势较高处。岛上树木繁密，在候鸟迁徙时常有飞鸟停留。

## 人文遗存

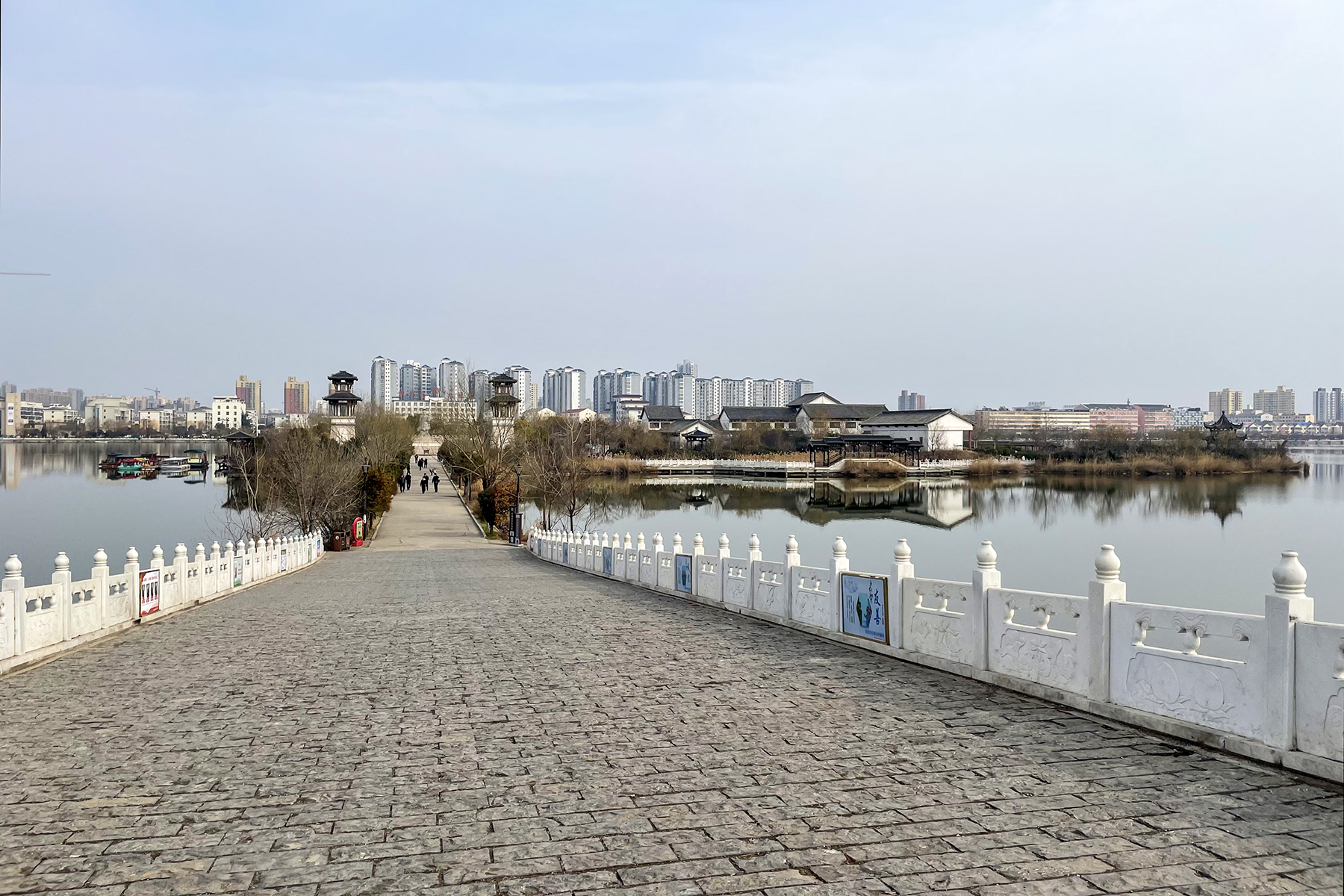
位于湖心岛的襄园

据传宋襄公陵墓即在湖中岛上，此外还有宋襄公望母台、甘菊泉、桃花洞、锦襄书院等人文遗存，均已开发为景点。

## 景点开发
凤城湖景区为国家3A级旅游景区，著名景点有北湖景区牌坊、北湖公园游乐中心、文化长廊、水幕电影、铁人三项主题雕塑、铁人广场、荷花苑、锦鲤池、垂钓苑、驼岗、五号卫星湖等。
凤城湖景区举办了河南省青少年划船运动会、全国青年皮划艇锦标赛、全国皮划艇锦标赛、全国铁人三项锦标赛、国际铁人三项洲际杯赛暨全国铁人三项冠军杯系列赛等赛事，此外为河南省皮划艇训练基地。